# Mascha Kaléko

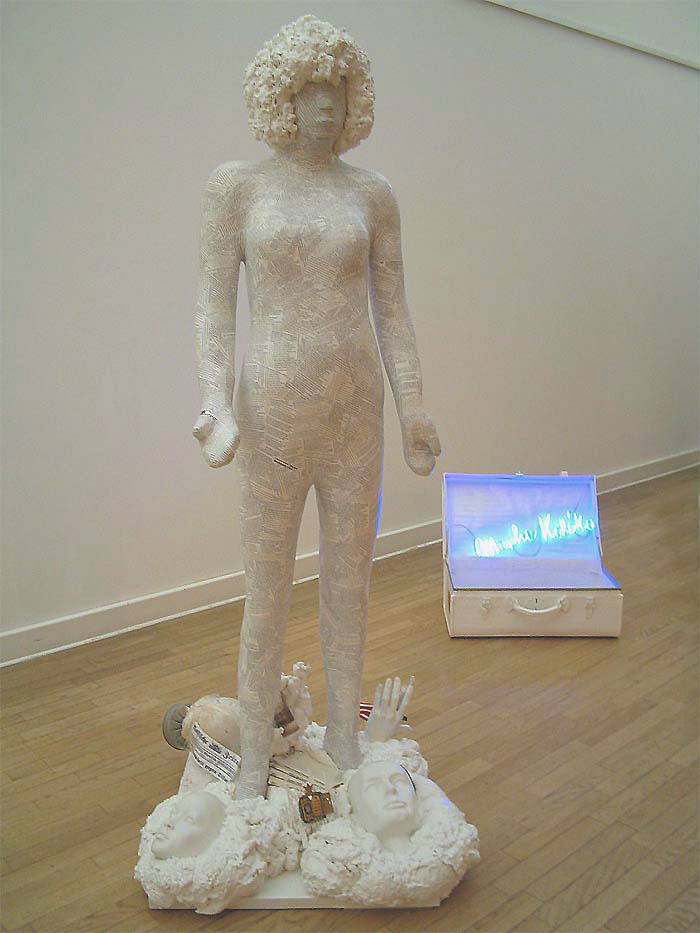
Mascha Kaléko Installation (2-del) av Rengha Rodewill, Georg Kolbe Museum, Berlin

Mascha Kaléko, född Golda Malka Aufen 7 juni 1907 i Chrzanów i Österrike-Ungern (nuvarande Polen), död 21 januari 1975 i Zürich i Schweiz, var en tyskspråkig judisk poet. Hon är främst känd för sin melankoliska och ironiska storstadslyrik.

## Uppväxt och karriär
Mascha Kaléko föddes som utomäktenskapligt barn till den rysk-judiske Fischel Engel och hans blivande fru, österrikisk-judiskan Rozalia Chaja Reisel Aufen. År 1914, vid första världskrigets början, flyttade mamman med sina båda döttrar Mascha och Lea till Tyskland för att undkomma pogromer. När fadern senare flyttade till familjen betraktades han som fiende på grund av sitt ryska medborgarskap, och internerades. År 1916 flyttade familjen till Marburg och slutligen hamnade de 1918 i Berlin.
Det var i Berlin som Kaléko bodde under den största delen av sin skoltid. Även om Kaléko var en duktig elev och intresserade sig för att studera ansåg hennes far att det inte var nödvändigt för en flicka att studera vidare på universitet. År 1925 började hon arbeta på organisationen Arbeiterfürsorgeamt der jüdischen Organisationen Deutschlands kontor. Samtidigt började hon gå kvällskurser i filosofi och psykologi vid bland annat Lessing-Hochschule och Friedrich-Wilhelm-Universität (nuvarande Humboldt-universitetet). År 1922 gifte sig Kalékos föräldrar vilket innebar att hon fick namnet Mascha Engel.
31 juli 1928 gifte hon sig med den knappt tio år äldre hebreiskläraren Saul Aaron Kaléko som hon hade känt sedan 1926. I slutet av 1920-talet kom hon i kontakt med Berlins avantgardiska konstnärer som brukade träffas på Romanisches Café, där hon bland annat lärde känna Else Lasker-Schüler, Erich Kästner och Joachim Ringelnatz.
År 1929 publicerades Mascha Kalékos första dikt (i tidningen Der Querschnitt), där hon i en lugn melankolisk ton speglade det samtida Berlin med dess människor och atmosfär. År 1933 publicerade hon diktsamlingen "Das Lyrische Stenogrammheft", vilken innebar stor framgång. Trots att den första upplagan föll offer för nazisternas bokbål gav förlaget Rowohlt ut en andra utgåva 1935. Vid denna tid gavs även boken "Das kleine Lesebuch für Große" ("Den lilla läseboken för stora") ut.
I december 1936 födde Mascha Kaléko sonen Evjatar Alexander Michael (hans namn ändrades senare i exil). Barnets far var dirigenten och musikvetaren Chemjo Vinaver. Den 22 januari 1938 skiljde sig Kaléko från sin man Saul för att sex dagar senare gifta sig med Vinaver. Hon behöll dock Kaléko som sitt konstnärliga namn. Den nya familjen emigrerade till USA i september 1938. Genombrottet för Vinavers musikkarriär uteblev dock och Kaléko försörjde familjen genom att skriva reklamtexter och barndikter som senare skickades till Tyskland. År 1939 publicerades Kalékos texter i den tyskspråkiga judiska exiltidningen Aufbau. År 1944 fick familjen Vinaver/Kaléko amerikanskt medborgarskap. Efter kriget fick Kaléko återigen en publik i Tyskland och "Das Lyrische Stenogrammheft" gavs ut i ännu en utgåva på Rowohlts förlag.
År 1968 avled hennes son i New York och fem år senare avled även Vinaver. Kaléko själv drabbades av cancer i magen och dog fjorton månader efter sin man, år 1975. Hon är begravd på den judiska begravningsplatsen i Zürich.
Mascha Kaléko har fått gator uppkallade efter sig i Zürich och Berlin.

## Verk
Inget av verken finns översatta till svenska.
- Das lyrische Stenogrammheft. Verse vom Alltag. Rowohlt, Berlin 1933.
- Kleines Lesebuch für Große. Gereimtes und Ungereimtes. Rowohlt, Berlin 1935.
  - In einem Band: Das lyrische Stenogrammheft. Kleines Lesebuch für Große. Rowohlt Taschenbuch (rororo 175), Reinbek 1956 (28. A. 2004), ISBN 978-3-499-11784-8.
- Verse für Zeitgenossen. Schoenhof Verlag, Cambridge (Mass.) 1945.
  - Rowohlt Taschenbuch, Reinbek 1958 (19. A. 2004), ISBN 978-3-499-14659-6 (Großdruck-Ausgabe: ISBN 978-3-499-33247-0).
- Der Papagei, die Mamagei und andere komische Tiere. Ein Versbuch für verspielte Kinder sämtlicher Jahrgänge. Fackelträger-Verlag, Hannover 1961.
- Verse in Dur und Moll, Walter Verlag (Collection Känguruh), Olten/Freiburg 1967.
- Das himmelgraue Poesiealbum der Mascha Kaléko. Blanvalet, Berlin 1968.
- Wie’s auf dem Mond zugeht und andere Verse. Blanvalet, Berlin 1971.
  - Mit Illustrationen von Verena Ballhaus. Boje, Köln 2010, ISBN 978-3-414-82224-6.
- Hat alles seine zwei Schattenseiten. Sinn- & Unsinngedichte. Eremiten-Presse (Broschur 46), Düsseldorf 1973.